# Koniarky (Mała Fatra)
Koniarky (1535 m) – dwuwierzchołkowy garb w głównej grani  Małej Fatry Krywańskiej w paśmie górskim Mała Fatra w Centralnych Karpatach Zachodnich na Słowacji. Znajduje się pomiędzy przełęczą Bublen (1510 m) a północno-wschodnią granią Małego Krywania (1671 m). Wyższy jest garb wschodni. Obydwa garby są zwornikami dla bocznych grzbietów. Garb zachodni jest zwornikiem dla północno-zachodniego grzbietu oddzielającego dolinę Malá Bránica od doliny Veľká Bránica, wschodni, sąsiadujący z przełęczą Bublen jest zwornikiem dla grzbietu północnego oddzielającego dolinę Veľká Bránica od doliny Vrátna. Od południowej strony stoki garbów Koniarky opadają do doliny potoku Studenec. 
Koniarky są bezleśne, trawiaste. Wskutek wielowiekowego pasterstwa naturalna granica piętra halnego została tutaj sztucznie obniżona. Dzięki temu rozciąga się z nich szeroka panorama widokowa. Prowadzą przez nie dwa szlaki turystyczne. Grzbietem biegnie zielony szlak, którym można z miejscowości Belá wyjść na główną grań Małej Fatry, południowymi zaś stokami, omijając ich wierzchołki prowadzi czerwony szlak turystyczny – jest to odcinek międzynarodowego szlaku pieszego E 3.

## Szlaki turystyczne
odcinek: Nezbudská Lúčka – Podhradské – Chata pod Suchým – sedlo Príslop pod Suchým – Javorina – Suchý – sedlo Vráta – Stratenec – sedlo Priehyb – Mały Krywań – Koniarky – Bublen – Pekelník – Wielki Krywań – Snilovské sedlo. Czas przejścia: 7:10 h, ↓ 6:25 h:
  Belá (Bránica) – Malá Bránica – Sedlo na koni – Bublen. Czas przejścia 3:05 h, ↓ 2:50 h